# Frachtgeschäft
Als Frachtgeschäft wird im Handelsrecht der Frachtverkehr bezeichnet, dem ein Frachtvertrag zugrunde liegt, bei dem der Frachtführer sich verpflichtet, das Frachtgut zu einem Bestimmungsort zu befördern und dort an den Empfänger abzuliefern. Im Gegenzug verpflichtet sich der Absender, die vereinbarte Fracht, also das Entgelt für die Beförderungsleistung, zu zahlen. 

## Allgemeines
Frachtgeschäft und Speditionsgeschäft übernehmen den Gütertransport auf dem Land (Straßengüterverkehr, Schienengüterverkehr), zu Wasser (Frachtschifffahrt) oder in der Luft (Luftfrachtverkehr). Entsprechende Verkehrsmittel sind Lkw, Güterzug, Binnen- und Seeschiffe sowie Frachtflugzeuge. Hierbei werden Frachtbriefe als Warenbegleitpapiere ausgestellt, und zwar CMR-Frachtbrief (Straße), Eisenbahnfrachtbrief (Schiene), Ladeschein (Binnenschifffahrt), Seefrachtbrief und Konnossement (Seeschifffahrt) oder Luftfrachtbrief (Luft).

## Rechtsfragen
Geregelt ist das Frachtgeschäft im vierten Abschnitt des vierten Buches des Handelsgesetzbuches (HGB) in den §§ 407 ff. HGB. Nach § 407 HGB liegt ein Frachtgeschäft vor, wenn sich ein Frachtführer im Rahmen eines Frachtvertrags verpflichtet, eine bestimmte Ware zum vereinbarten Bestimmungsort zu befördern und dort an den Empfänger abzuliefern. Jedes Geschäft, dem ein Frachtvertrag zugrunde liegt, ist ein Frachtgeschäft. Weitere umfangreiche Regelungen betreffen den Frachtbrief (§ 408 HGB), sonstige Begleitpapiere (§ 413 HGB), Verpackung und Verladung des Frachtgutes (§§ 411 f. HGB), die Haftung und ähnliche Rechtsfragen. So hat der Frachtführer gemäß § 440 Abs. 1 HGB für alle Forderungen aus dem Frachtvertrag ein gesetzliches Pfandrecht an dem ihm zur Beförderung übergebenen Gut des Absenders.

## Abgrenzung zum Speditionsgeschäft
Die Begriffe Frachtgeschäft und Speditionsgeschäft werden umgangssprachlich häufig synonym gebraucht; rechtlich sind sie aber voneinander abzugrenzen (§§ 453 ff HGB): 
- Der Frachtführer schuldet den Transport des Frachtgutes,
- der Spediteur schuldet die Organisation des Transportes, also etwa die Auswahl des Transportmittels (z. B. Bahn, LKW, Schiff oder Flugzeug; siehe Güterverkehr), die Auswahl und Beauftragung des ausführenden Unternehmers und die Transportversicherung des Gutes. Dabei hat der Spediteur die Möglichkeit des Selbsteintrittes (§ 458 HGB); er darf also das Gut auch selbst transportieren (statt es von einem Lohnfuhrunternehmen transportieren zu lassen).

## Besonderheiten
Besonders bedeutsam ist, dass in § 421 Abs. 1 Satz 2 und 3 HGB ein gesetzlich geregelter Fall der Drittschadensliquidation zu finden ist: Der Empfänger eines beschädigten Gutes kann gegen den Frachtführer die Ansprüche des Versenders aus dem Frachtvertrag geltend machen, obwohl er selbst nicht Vertragspartner ist.

## International
In Österreich ist das zum Transportrecht gehörende Frachtgeschäft seit Januar 2007 in den §§ 425 ff. UGB geregelt, wobei der Seehandel im Binnenstaat Österreich ausdrücklich nicht erwähnt wird. Nach § 440 UGB besitzt der Frachtführer ein gesetzliches Pfandrecht am Frachtgut, sofern die Fracht nicht bezahlt wird. Alle übrigen Regelungen entsprechen weitgehend den deutschen Normen. In der Schweiz ist das Frachtrecht seit März 1911 in den Art. 440 ff. OR geregelt, wobei der Frachtvertrag gemäß Art. 440 Abs. 2 OR dem Auftragsrecht unterliegt.